# 瓦格纳·勒夫
瓦格纳·勒夫（葡萄牙語：Vágner Love，1984年6月11日—），巴西足球运动员，司职前锋。勒夫现效力丹麥超級聯賽球會米迪蘭特；曾是巴西国家队的一员。

## 俱乐部生涯
勒夫从彭美拉斯开始自己的俱乐部生涯。他在2003年帮助俱乐部回到巴西足球甲级联赛，巴西国内最高级别的联赛。他在2004年的夏天被莫斯科中央陆军队看重，成为了该队中的一员。莫斯科中央陆军签约时所花费的费用大约为400万英镑。
在他效力莫斯科中央陆军一年以后，因为一些谣言，使他不想在呆在莫斯科，而希望转会至巴西豪门科林蒂安。但此后谣言平息，他提出愿意继续履行完成自己在中央陆军的合同。直到2008年4月17日，他一共为自己的俱乐部出场73次，打入29球。其中在俄超的比赛中一共出场38次，打入17球。他在2005年欧洲联盟杯的决赛中打入关键一球，最终帮助球队在里斯本竞技的主场阿尔瓦拉德球场以3比1击败对手，获得该年度欧洲联盟杯的冠军。此后，他又帮助球队获得2005年俄超联赛和俄罗斯杯的冠军以及2006年俄罗斯超级杯的冠军。在2008年7月12日，勒夫在对阵莫斯科斯巴达克的比赛中完成帽子戏法。
有报道称，英超的埃弗顿俱乐部有意以1200万欧元收购勒夫。但他在本赛季俄罗斯联赛结束之前（明年一月）不会考虑这个问题。.
路夫於2009年8月28日被莫斯科中央陆军外借至曾效力的巴甲球會彭美拉斯，為期一年至2010年7月31日 。莫斯科中央陆军新闻发言人稱，路夫离开俄罗斯是因為“紧急家庭问题的需求（简称ING）在巴西家中存在”。
2013年7月，转会到中国山东鲁能泰山足球俱乐部。8月10日，他在對上海申花的聯賽中正選上陣，並打進兩球，協助球隊反勝3-2。

## 性爱录像
在2008年勒夫在互联网上被爆出与巴西色情演员帕梅拉·布特的性爱录像。布特说：“我常常拍摄性爱录像，但这次，我一分钱也没有赚到。我镜头上下是两个人:镜头上是演员，镜头下是平常的女孩，现在，这个平常的女孩被玷污了。”
瓦格纳·勒夫对此却并不怎么在意，他说：“我本来就以多情著称，说实话，我对这件事并不在意。”

## 荣誉

### 俱乐部

#### 帕尔梅拉斯
- 巴西足球乙级联赛冠军：2003

#### 莫斯科中央陆军
- 俄罗斯足球超级联赛冠军：2005、2006、2012-13

- 俄羅斯盃冠軍：2004–05、2005–06、2007–08、2008–09、2010–11、2012–13

- 俄羅斯超級盃冠軍：2006、2007、2008、2013

- 欧洲联盟杯冠军：2005

#### 山东鲁能泰山
- 中國足協杯冠軍：2014

#### 科林蒂安
- 巴西足球甲级联赛冠军：2015

### 国家队

#### 巴西国家队
美洲國家盃冠军：2004、2007

### 個人
- 巴西足球乙级联赛射手王：2003

- 泛美运动会射手王：2003

- 巴西圣保罗州联赛射手王：2004

- 俄罗斯足球超级联赛射手王：2008

- 俄罗斯足球超级联赛最佳前鋒：2008

- 体育快报俄罗斯年度最佳球员：2008

- 欧洲足協盃射手王：2009

- 巴西里约热内卢州联赛射手王：2004

- 俄罗斯足球超级联赛月最有价值球员：2013 3、2013 5